# أسدروبال هيرنانديز
فيليكس أسدروبال بادرون هيرنانديز (بالإسبانية: Félix Asdrúbal Padrón Hernández)‏ (مواليد 13 مارس 1991 - لاس بالماس دي غران كناريا ، إسبانيا) لاعب كرة قدم إسباني ، يلعب في مراكز الجناح الأيمن والمهاجم الصريح والمهاجم الثاني ، ويلعب حاليًا لنادي لاس بالماس الإسباني.

## روابط خارجية
- أسدروبال هيرنانديز على موقع قاعدة بيانات كرة القدم.إي يو (الإنجليزية)
- أسدروبال هيرنانديز على موقع Soccerbase.com (لاعب) (الإنجليزية)
- أسدروبال هيرنانديز على موقع Soccerway.com (الإنجليزية)
- أسدروبال هيرنانديز على موقع AS.com (الإسبانية)